# Ratpenat cuallarg fosc
El ratpenat cuallarg fosc (Promops nasutus) és una espècie de ratpenat pròpia de Sud-amèrica i Centreamèrica.

## Subespècies
- Promops nasutus nasutus
- Promops nasutus ancilla
- Promops nasutus downsi
- Promops nasutus fosteri
- Promops nasutus pamana